# Biskupice (powiat legnicki)
Biskupice (niem. Bischdorf) – wieś w Polsce położona w województwie dolnośląskim, w powiecie legnickim, w gminie Legnickie Pole, nad rzeką Wierzbiak.
W latach 1975–1998 miejscowość należała administracyjnie do województwa legnickiego.

## Nazwa
W kronice łacińskiej Liber fundationis episcopatus Vratislaviensis (pol. Księga uposażeń biskupstwa wrocławskiego) spisanej za czasów biskupa Henryka z Wierzbna w latach 1295–1305 miejscowość wymieniona jest w zlatynizowanej formie Pyscupitz.

## Zabytki
Przez rzekę przerzucony jest most, który w znacznej części jest zabytkowy. Jego elementy nośne zbudowane są z kamienia ciosanego. 